# Volksbank Grebenhain
Die Volksbank eG (im Außenauftritt Volksbank eG Grebenhain) ist eine Genossenschaftsbank mit Sitz in der hessischen Gemeinde Grebenhain im Vogelsbergkreis.

## Geschichte
Die heutige Volksbank eG wurde im Jahr 1880 gegründet. Im weiteren Verlauf folgten Zusammenschlüsse mit den Genossenschaftsbanken in Bermuthshain, Crainfeld und Ilbeshausen.
Im Jahr 2018 fusionierte die Volksbank eG letztmals und schloss sich mit der Spar- und Darlehnskasse Stockhausen eG (gegründet 1880) mit dem Sitz in Stockhausen zusammen.

## Rechtsverhältnisse
Die Volksbank eG ist im Genossenschaftsregister beim Amtsgericht Gießen unter GnR 432 eingetragen.

## Organisationsstruktur
Rechtsgrundlagen sind das Genossenschaftsgesetz und die durch die Generalversammlung beschlossene Satzung. Organe der Bank sind der Vorstand, der Aufsichtsrat und die Generalversammlung.

## Sicherungseinrichtung
Die Volksbank eG ist der amtlich anerkannten Sicherungseinrichtung des Bundesverbandes der Deutschen Volksbanken und Raiffeisenbanken GmbH und der zusätzlichen freiwilligen Sicherungseinrichtung des Bundesverbandes der Deutschen Volksbanken und Raiffeisenbanken e.V. angeschlossen.

## Geschäftsausrichtung
Die Volksbank eG betreibt das Universalbankgeschäft. Im Verbundgeschäft arbeitet sie mit der DZ Bank, R+V Versicherung, Bausparkasse Schwäbisch Hall, Teambank, VR Leasing, DZ Hyp und der Union Investment zusammen.

## Geschäftsgebiet
Das Geschäftsgebiet liegt im Süden des Vogelsbergkreises. Zum Geschäftsgebiet gehören die Gemeinde Grebenhain sowie der Herbsteiner Stadtteil Stockhausen.
An diesen Orten betreibt die Bank Filialen:
- Grebenhain (Hauptstelle, jur. Sitz)
- Stockhausen (Geschäftsstelle)
- Crainfeld (Geschäftsstelle)
- Ilbeshausen-Hochwaldhausen (Geschäftsstelle)